# Ghiacciaio Rennell
Il ghiacciaio Rennell (in inglese: Rennell Glacier) è un ghiacciaio lungo circa 18 km situato sulla costa di Zumberge, nella parte occidentale della Terra di Ellsworth, in Antartide. In particolare, il ghiacciaio, il cui punto più alto si trova a circa 1.400 m s.l.m., si trova nella parte centro-settentrionale della dorsale Patrimonio, nelle Montagne di Ellsworth. Da qui, esso fluisce verso nord-ovest scorrendo lungo il versante occidentale della dorsale Inferno e quello orientale del picco Robertson, nelle cime Pioniere, fino ad unire il proprio flusso a quello del ghiacciaio Splettstoesser.

## Storia
Il ghiacciaio Rennell è stato mappato da una spedizione inviata nelle montagne di Ellsworth dall'Università del Minnesota nella stagione 1963-64. La stessa spedizione ha poi così battezzato il ghiacciaio in onore di un suo membro, il biologo statunitense K.P. Rennell.